# Степановы (Оренбургские)
Степановы — казачий и дворянский род из посёлка Нежинского станицы Каменноозерной Первого (Оренбургского) военного отдела Оренбургского казачьего войска.

## Известные представители
- Степанов, Разумник Петрович — Генерал-майор[1]. Служба: командир 4 ОКП и командир 1 ОКД. Золотой шашкой с надписью «За храбрость», Орден Св. Георгия IV ст. (19.02.1876)[2]. Участник Голодного похода (22.11-31.12.1919). Арестован 12.03.1933 по необоснованному обвинению и постановлением коллегии ОГПУ от 05.08.1933 по статье 58 пункт 2.6.11 УК РСФСР осужден к ВМН. Расстрелян 20.08.1933 в Новосибирске[3].
- Степанов Сергей Игнатьевич (24.09.1832 -?) — Полковник (20.04.1889). атаман ст. Каменноозерной 1-го ВО ОКВ.